# Ідентифікаційні документи
Ідентифікаційні документи — документи встановленого зразка, що видаються на тварину (паспорт великої рогатої худоби і ветеринарна картка до такого паспорта, паспорт коня, реєстраційне свідоцтво свиней, реєстраційне свідоцтво овець/кіз).
ЗАКОН УКРАЇНИ Про ідентифікацію та реєстрацію тварин (ст.1) м. Київ, 4 червня 2009 року N 1445-VI.